# Sterrenpaapje
Het sterrenpaapje (Pogonocichla stellata) is een vogel uit de familie der vliegenvangers (Muscicapidae).

## Kenmerken
Deze vogel heeft gele onderdelen en een gele staart en een blauwgrijze kop met een witte ster boven het oog. Tijdens het zingen wordt een witte vlek zichtbaar op de keel. De lichaamslengte bedraagt 15 cm.

## Verspreiding en leefgebied
Deze soort komt voor in zuidelijk en oostelijk Afrika, van de Kaap tot Malawi in hooglandbossen en telt 12 ondersoorten:
- P. s. pallidiflava: zuidelijk Soedan.
- P. s. intensa: noordelijk en centraal Kenia en noordelijk Tanzania.
- P. s. ruwenzorii: noordoostelijk Congo-Kinshasa, zuidwestelijk Oeganda, Rwanda en Burundi.
- P. s. elgonensis: Mount Elgon op de grens van Oeganda en Kenia.
- P. s. guttifer: Kilimanjarogebergte in noordelijk Tanzania.
- P. s. macarthuri: Chyulu Hills in zuidoostelijk Kenia.
- P. s. helleri: Taita Hills in zuidoostelijk Kenia en noordoostelijk Tanzania.
- P. s. orientalis: westelijk, oostelijk en zuidelijk Tanzania, Malawi en noordelijk Mozambique.
- P. s. hygrica: westelijk Mozambique.
- P. s. chirindensis: oostelijk Zimbabwe.
- P. s. transvaalensis: noordelijk Zuid-Afrika.
- P. s. stellata: oostelijk en zuidelijk Zuid-Afrika.